# Championnats du monde de marathon (canoë-kayak) 1998
Navigation
Championnats du monde de marathon 1996 Championnats du monde de marathon 1999
Les 6e championnats du monde de marathon en canoë-kayak de 1998 se sont tenus au Cap en Afrique du Sud, sous l'égide de la Fédération internationale de canoë.
La course a une distance de 38 kilomètres

## Podiums

### K1
| Rang               | Athlète       | Pays        | Temps              |
| ------------------ | ------------- | ----------- | ------------------ |
| Médaille d'or      | Ivan Lawler   | Royaume-Uni | 2 h 48 min 33 s 10 |
| Médaille d'argent  | Thor Nielsen  | Danemark    | 2 h 48 min 34 s 03 |
| Médaille de bronze | Torgeir Toppe | Norvège     | 2 h 48 min 34 s 63 |

| Rang               | Athlète            | Pays        | Temps              |
| ------------------ | ------------------ | ----------- | ------------------ |
| Médaille d'or      | Susanne Gunnarsson | Suède       | 3 h 03 min 22 s 31 |
| Médaille d'argent  | Anna Hemmings      | Royaume-Uni | 3 h 03 min 23 s 24 |
| Médaille de bronze | Kornelia Szonda    | Hongrie     | 3 h 03 min 24 s 56 |

### K2
| Rang               | Athlète                       | Pays        | Temps              |
| ------------------ | ----------------------------- | ----------- | ------------------ |
| Médaille d'or      | Viktor Szakaly Attilla Jambor | Hongrie     | 2 h 36 min 55 s 75 |
| Médaille d'argent  | Jules Brabants Conor Holmes   | Royaume-Uni | 2 h 36 min 56 s 74 |
| Médaille de bronze | Karsten Solgaard Thor Nielsen | Danemark    | 2 h 36 min 58 s 94 |

| Rang               | Athlète                       | Pays        | Temps              |
| ------------------ | ----------------------------- | ----------- | ------------------ |
| Médaille d'or      | Susanne Gunnarsson Asa Eklund | Suède       | 2 h 51 min 11 s 83 |
| Médaille d'argent  | Anett Schuck Sabine Meyer     | Allemagne   | 2 h 57 min 43 s 67 |
| Médaille de bronze | Andrea Dallaway Helen Gilby   | Royaume-Uni | 2 h 57 min 51 s 3  |

### C1
| Rang               | Athlète          | Pays     | Temps              |
| ------------------ | ---------------- | -------- | ------------------ |
| Médaille d'or      | Pál Pétervári    | Hongrie  | 3 h 15 min 06 s 99 |
| Médaille d'argent  | Gabor Kolozsvari | Hongrie  | 3 h 15 min 08 s 86 |
| Médaille de bronze | José Sousa       | Portugal | 3 h 17 min 07 s 88 |

### C2
| Rang               | Athlète                    | Pays        | Temps              |
| ------------------ | -------------------------- | ----------- | ------------------ |
| Médaille d'or      | Stephen Train Andrew Train | Royaume-Uni | 2 h 55 min 58 s 49 |
| Médaille d'argent  | Edvin Csabai Attila Györe  | Hongrie     | 2 h 57 min 45 s 16 |
| Médaille de bronze | Bela Jakus Gabor Balgovics | Hongrie     | 3 h 03 min 40 s 25 |

## Tableau des médailles
| Rang  | Nation      | Or | Argent | Bronze | Total |
| ----- | ----------- | -- | ------ | ------ | ----- |
| 1     | Hongrie     | 2  | 2      | 2      | 6     |
| 2     | Royaume-Uni | 2  | 2      | 1      | 5     |
| 3     | Suède       | 2  | 0      | 0      | 2     |
| 4     | Danemark    | 0  | 1      | 1      | 2     |
| 5     | Allemagne   | 0  | 1      | 0      | 1     |
| 6     | Norvège     | 0  | 0      | 1      | 1     |
| -     | Portugal    | 0  | 0      | 1      | 1     |
| Total | Total       | 6  | 6      | 6      | 18    |